# Emanoil Gojdu
Emanuil Gojdu (n. 9 februarie 1802, Oradea, Monarhia Habsburgică – d. 3 februarie 1870, Pesta, Austro-Ungaria) a fost un avocat de succes și patriot de origine aromână, familia tatălui său fiind originară din Moscopole. Gojdu a fost un luptător pentru drepturile românilor din Transilvania și Ungaria. În anul 1869 a fost numit judecător la Curtea Supremă a Ungariei⁠(en)[traduceți].

## Familia
Tatăl său s-a numit Atanasie și a fost aromân. Mama sa, Ana, născută Poienar, era originară din Craidorolț.

## Studiile
Studiile preuniversitare le-a făcut la liceul romano-catolic al călugărilor premonstratensi din Oradea (în prezent Colegiul Național Mihai Eminescu din Oradea). Studiile universitare le-a făcut la Academia de Drept din Oradea (1820-1821), la Academia de Drept din Pojon (1821-1822), iar mai apoi la Budapesta (1822-1824). Diploma de avocat a obținut-o la Budapesta, pentru ca mai târziu să o ia și pe cea de "notar cambial". În 1824 s-a așezat la Budapesta ca avocat și politician.
Casa lui Emanoil Gojdu din Budapesta a fost cunoscută ca fiind o casă românească, în care obișnuia să țină întruniri cu deputații români. Cu aceștia și sub președinția lui, s-a discutat și un proiect de lege "pentru egala îndreptățire a naționalităților". 
"Ca fiu credincios al Bisericii mele, laud dumnezeirea, căci m-a făcut român; iubirea ce am către Națiunea mea mă îmboldește a stărui în fapta, ca încă și după moarte să erump de sub gliile mormîntului, spre a putea fi pururea în sînul Națiunii".

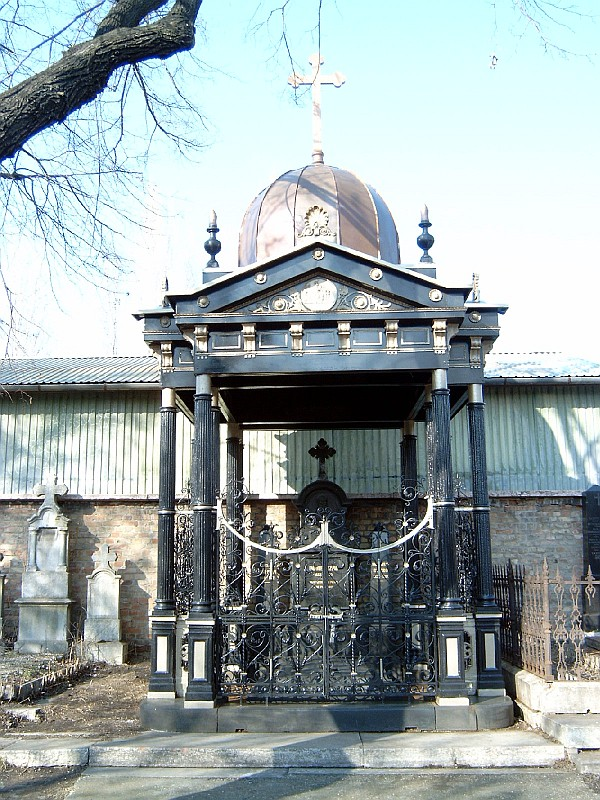
Mormântul lui Gojdu din Cimitirul Kerepesi

## Testamentul Gojdu
Prin testamentul făcut la Budapesta în 4 noiembrie 1869, Emanuil Gojdu și-a lăsat averea „acelei părți a națiunii române din Ungaria și Transilvania care aparține la confesiunea orientală ortodoxă”, pentru acordarea de burse studenților și pentru ajutorul preoților. În acest sens a fost constituită o fundație. Acestă fundație a funcționat între 1870 și 1917, acordând foarte multe burse studenților români, dintre care se remarcă: Traian Vuia, Octavian Goga, Constantin Daicoviciu, Petru Groza și Victor Babeș.

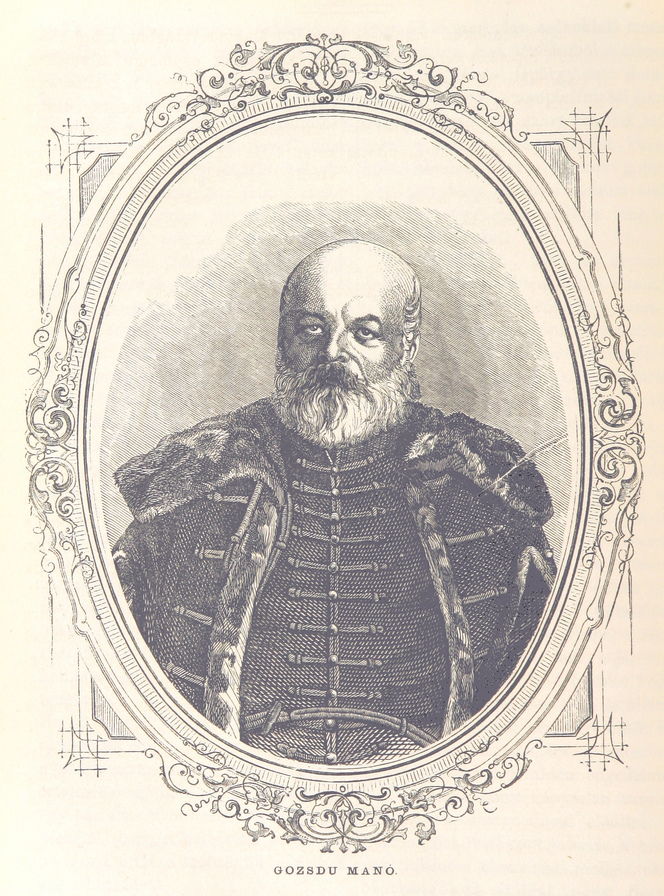

După 1945 Fundația Gojdu a fost naționalizată de regimul comunist din Ungaria. 
Una dintre puținele clădiri care au rămas statului român este cea a Colegiului Național Emanuil Gojdu din Oradea.
În octombrie 2005 prim-ministrul Tăriceanu și ministrul de externe Mihai Răzvan Ungureanu au semnat cu guvernul maghiar un acord care prevedea înființarea - conform legislației ungare - a unei fundații publice româno-ungare „Gojdu”. Aceasta ar fi urmat să fie susținută anual financiar de cele două guverne - având ca bază patrimoniul lăsat moștenire de Emanoil Gojdu. Scopurile fundației - constituite pe principiile cooperării - ar fi fost selectarea de bursieri români sau maghiari, sprijinirea funcționării muzeului și a bibliotecii „Emanoil Gojdu”, precum și susținerea de manifestări expoziționale, conferințe și programe științifice.
Criticii acestui acord, promovat legislativ printr-o Ordonanță de urgență, au susținut ideea că prin adoptarea acesteia România s-ar afla în situația în care practic ar ceda gratuit patrimoniul "Fundației Gojdu", în favoarea statului maghiar. Pe acest fond proiectul de hotărâre privind adoptarea ordonanței Gojdu a fost inițial blocat în Parlamentul României peste doi ani prin respingerea lui de către Camera Deputaților, motivul fiind faptul că prevederile sale substituiau fondurile fundației legal înființată la Sibiu, conform legislației românești. La Senat - camera decizională - proiectul a stat blocat în comisii până în martie 2008, când a fost și acolo respins, tot în martie 2008 Președinția României semnând decretul pentru promulgarea Legii privind respingerea Ordonanței de urgență a Guvernului 183/2005 pentru ratificarea Acordului privind înființarea Fundației Gojdu.

## Locuri memoriale
Casa în care s-a născut mai poate fi văzută și astăzi în Oradea, lângă Biserica cu Lună.

## Literatură suplimentară
- Berényi, Maria; Viața și activitatea lui Emanuil Gojdu 1802–1870; Giula; 2002; ISBN 963-00-9596-3

## Imagini

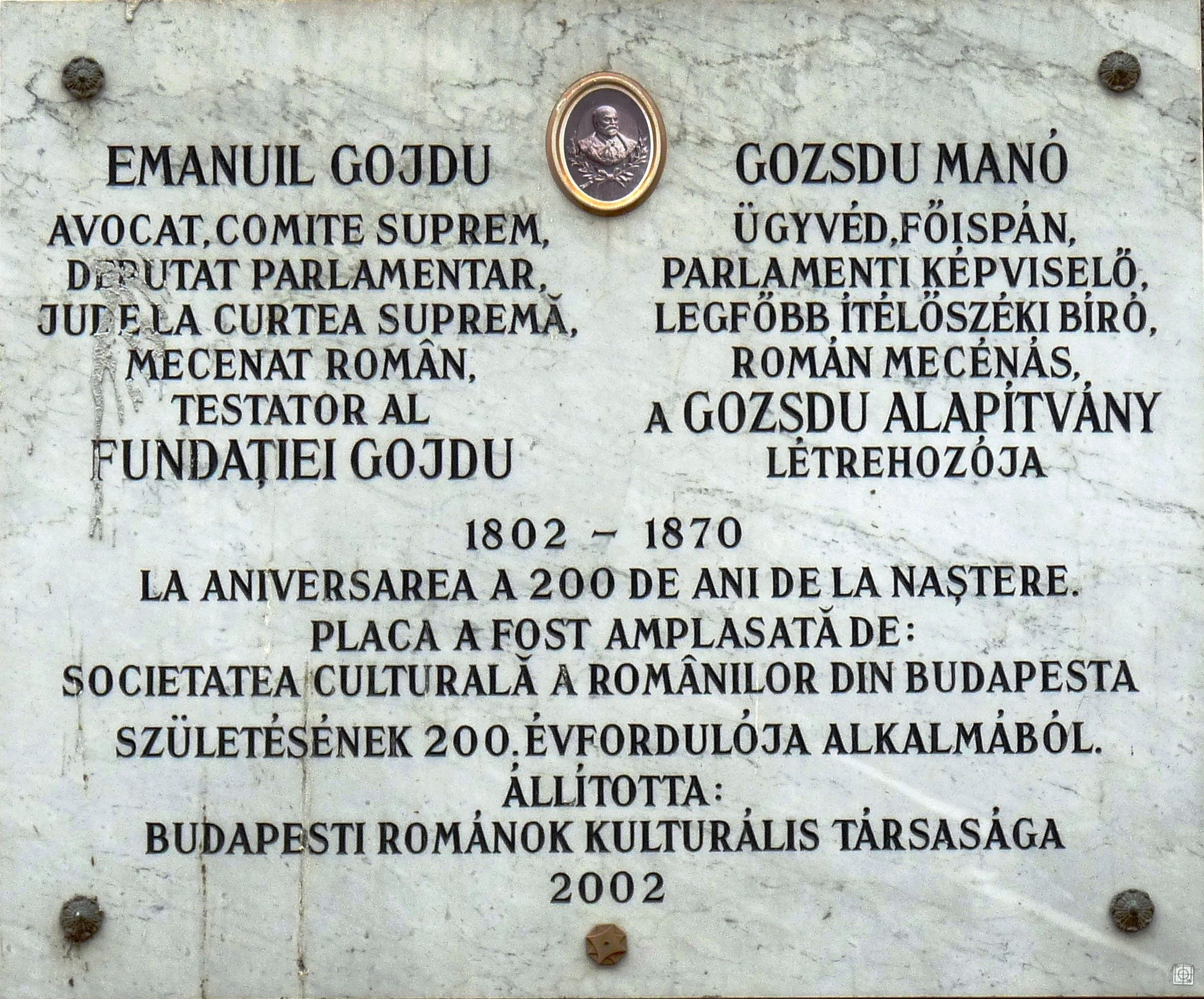
Placă comemorativă țn Budapesta
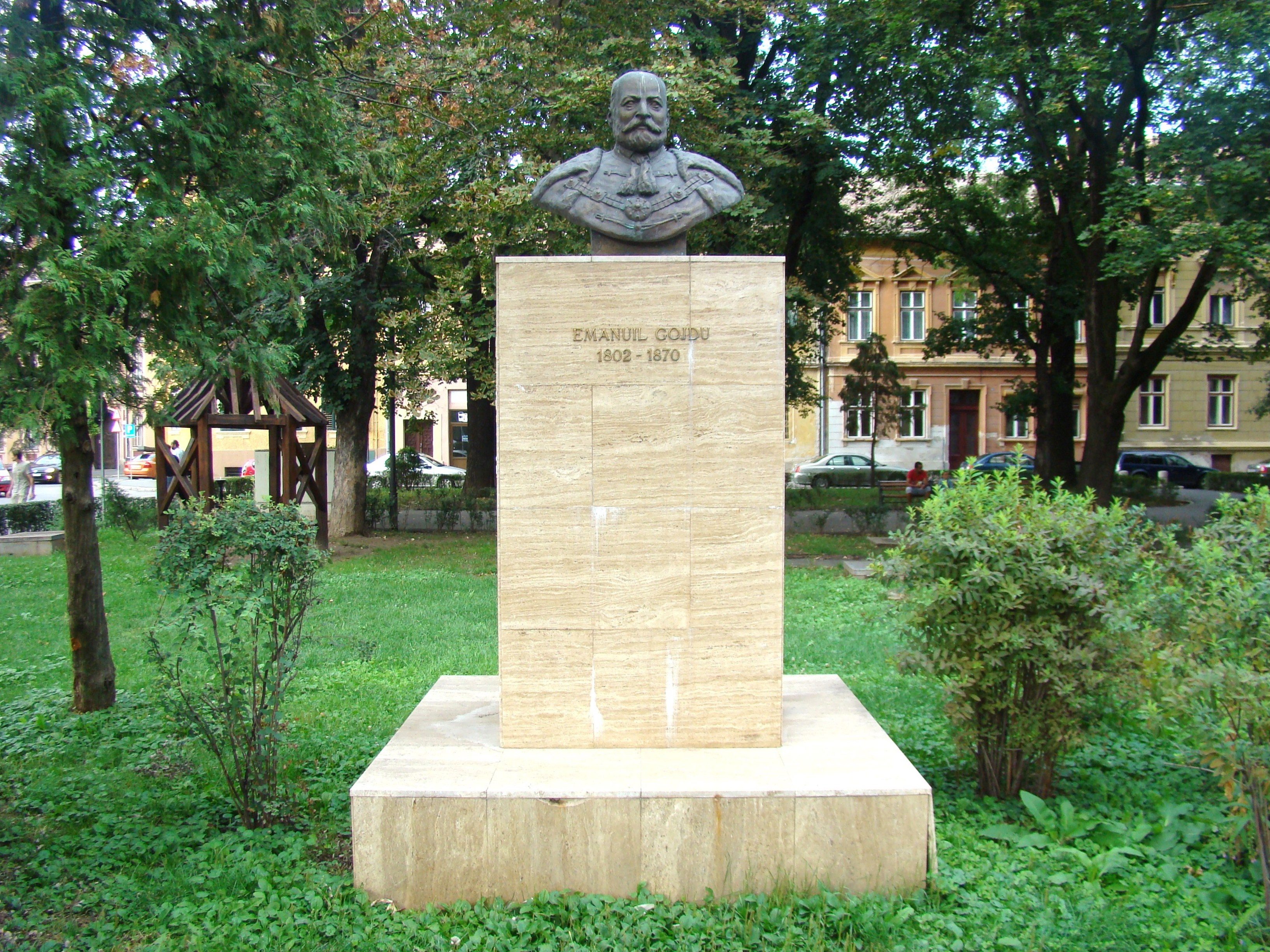
Bustul lui Emanoil Gojdu din Sibiu
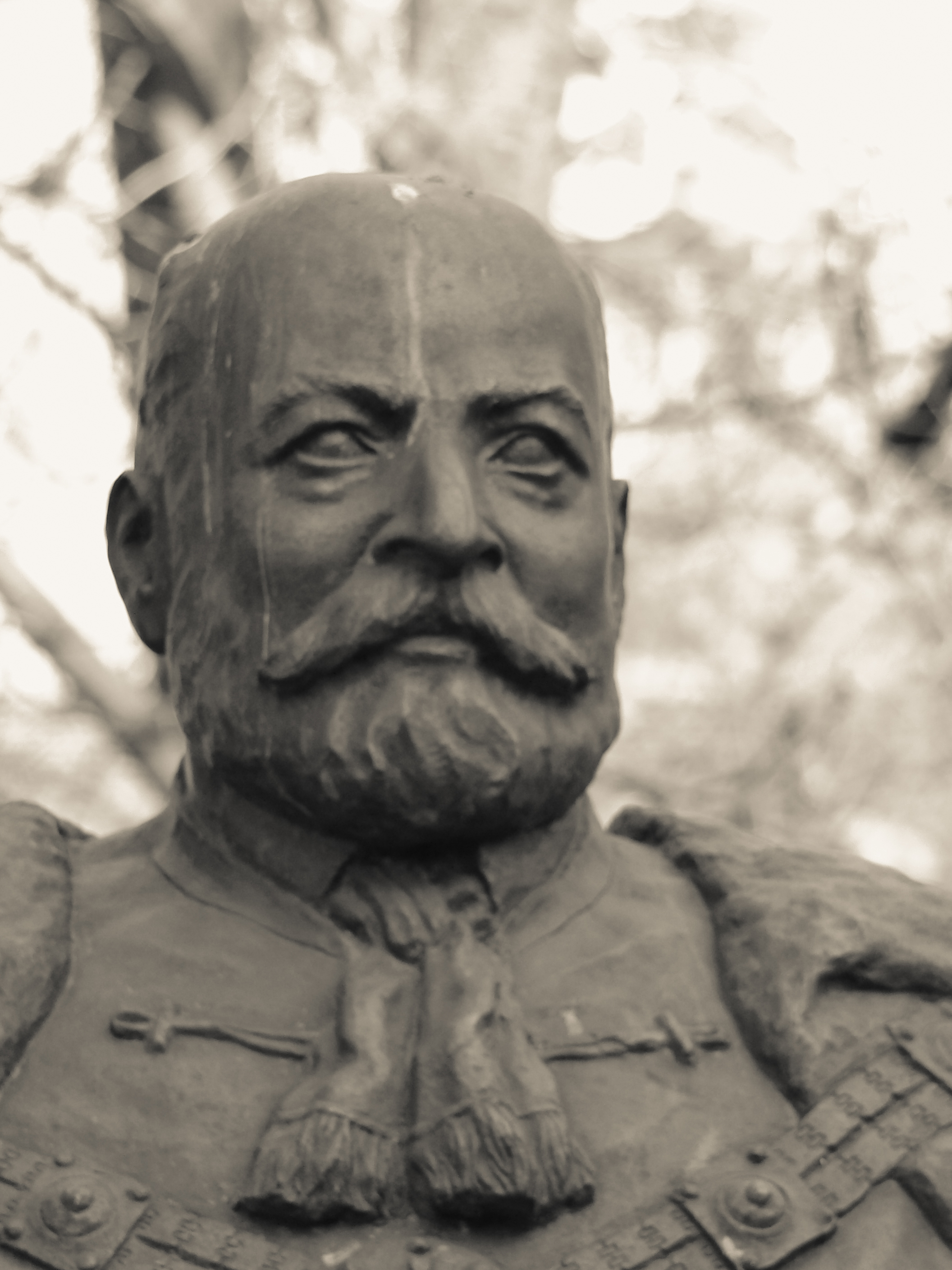
Bustul lui Emanoil Gojdu din Sibiu (detaliu)
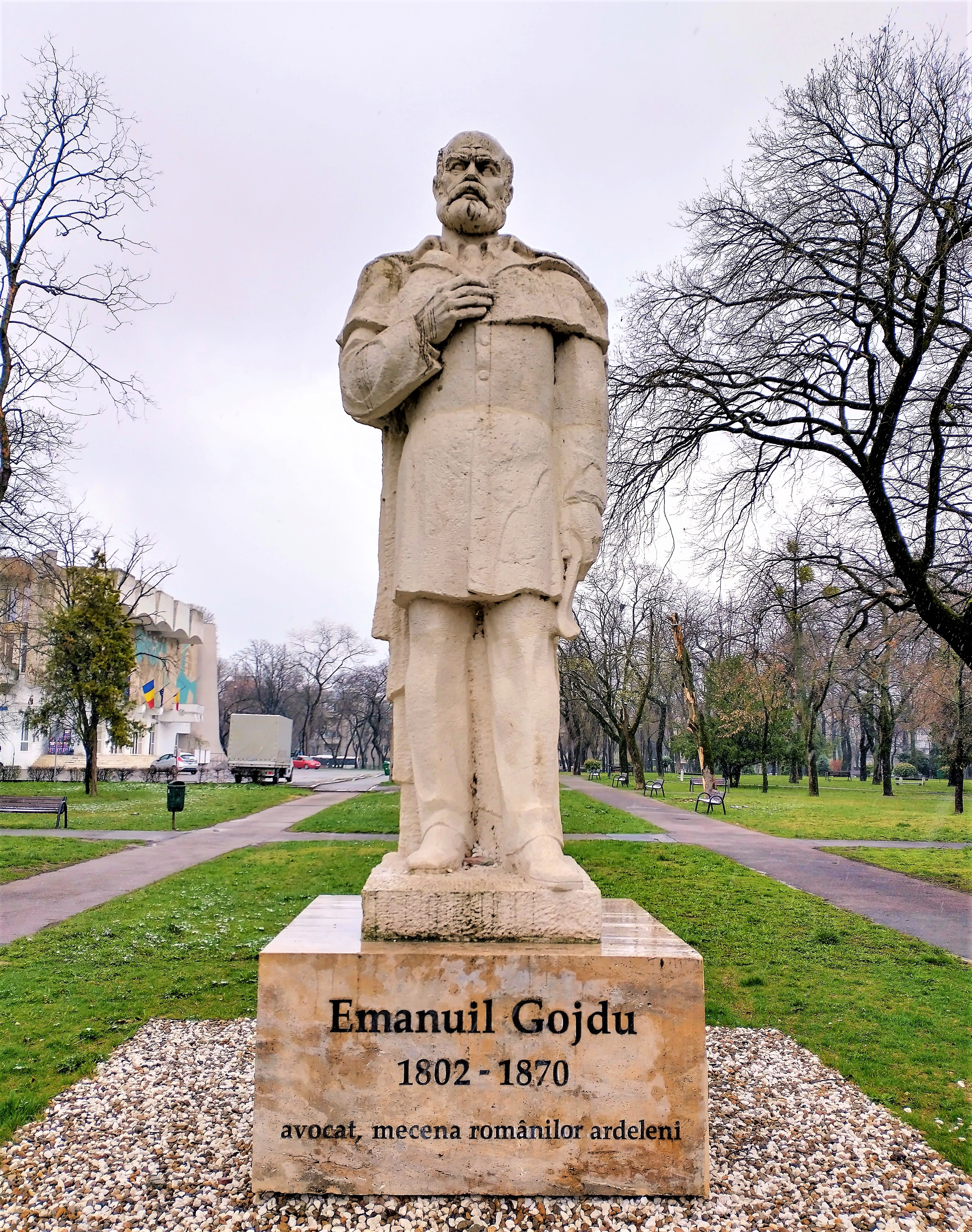
Statuia lui Gojdu din Oradea
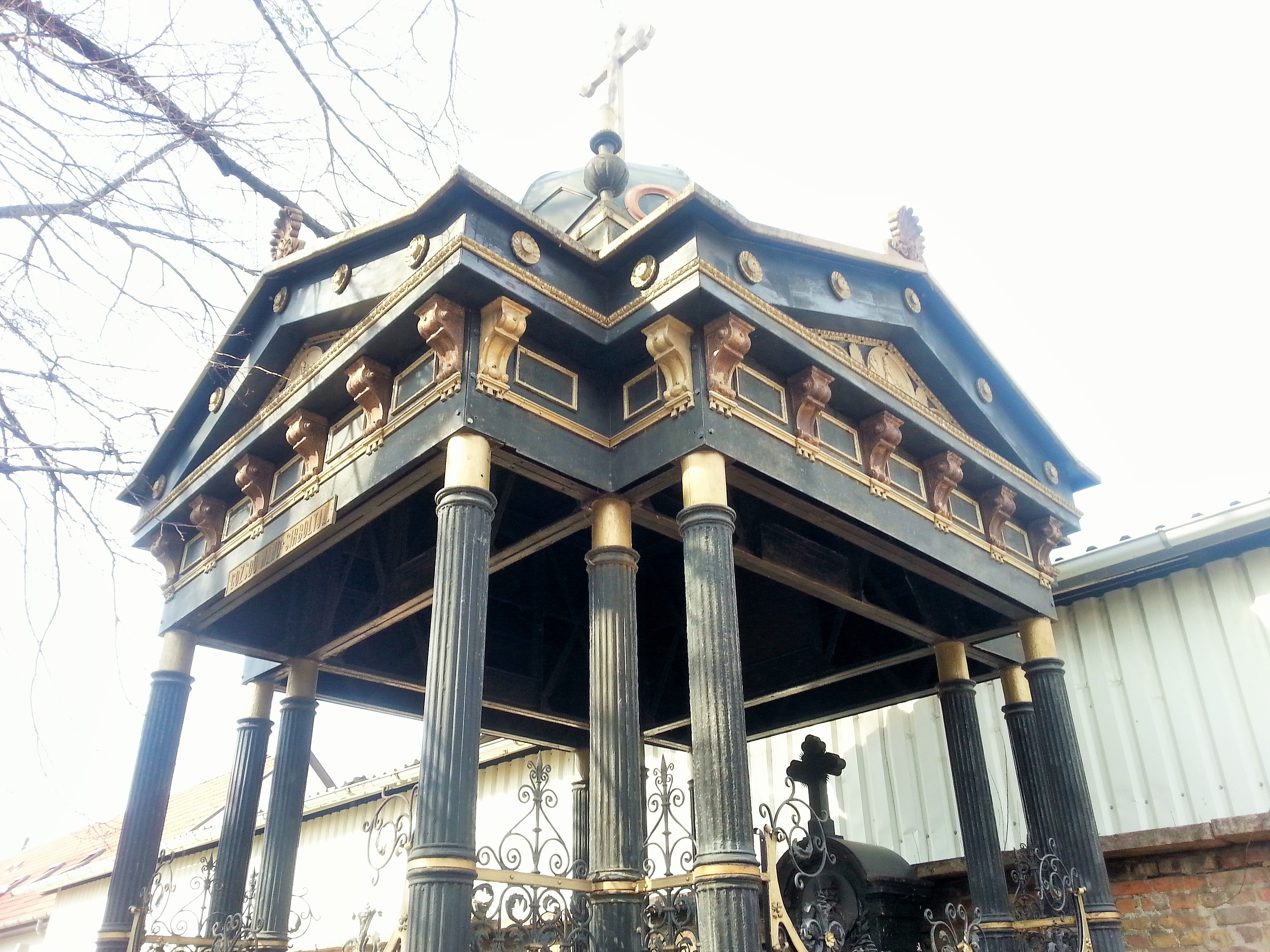
Mormântul lui Gojdu din Cimitirul Kerepesi